# Lispe modesta
Lispe modesta este o specie de muște din genul Lispe, familia Muscidae, descrisă de Stein în anul 1913.
Este endemică în Etiopia. Conform Catalogue of Life specia Lispe modesta nu are subspecii cunoscute.